# Lisa Weibull
Hanna Heloïse Elisabeth (Lisa) Weibull, född Hahr 10 juni 1883 på Karpalunds gård, Färlövs socken, Kristianstads län, död 1970, var en svensk målare och författare.
Hon var dotter till godsägare Otto Hahr och Maria Kittel samt gift första gången 1906 med häradshövdingen Fredrik Landergren och andra gången från 1933 med Lauritz Weibull. Hon studerade konst privat för Peter Adolf Persson innan hon 1899 studerade vid en målarskola i Tyskland. Därefter studerade hon vid Tekniska skolan i Stockholm 1899–1902 och som extraelev vid byggnadsyrkesskolan. Hon var anställd som teckningslärare vid folkskollärarseminariet i Skara 1902–1905 och därefter vid Skara flickskola. Hon fortsatte sina konststudier för Hugo Carlberg 1927 och vid Otte Skölds målarskola i Stockholm 1932. Hon medverkade i samlingsutställningar med Lunds konstnärsgille och separat ställde hon bland annat ut i Mönsterås och Karlskrona. Hennes konst består till stor del av porträtt utförda i pastell, akvarell, tempera eller olja. Weibull är representerad vid Smålands nation i Uppsala, Historiska institutionen och Helsingkrona nation i Lund. Som författare gav hon ut en bilderboken Rida ranka 1917 och under pseudonymen Thure Nääs boken Villsamma vägar 1929. Hon signerade sina arbeten med L.Hahr eller L.L..